# Lijst van Filmmuziek Top 40 in 2019
Dit is een lijst van Filmmuziek Top 40 die werd uitgezonden op 22 februari 2019 op NPO Radio 4.
| Pos. | Componist                  | Filmtitel                                       |
| ---- | -------------------------- | ----------------------------------------------- |
| 1    | Ennio Morricone            | Once Upon a Time in the West                    |
| 2    | John Williams              | Schindler's List                                |
| 3    | John Williams              | Star Wars                                       |
| 4    | Howard Shore               | Lord of the Rings                               |
| 5    | John Williams              | Harry Potter 1 t/m 3                            |
| 6    | Rogier van Otterloo        | Soldaat van Oranje                              |
| 7    | Yann Tiersen               | Le Fabuleux Destin d'Amélie Poulain             |
| 8    | Hans Zimmer & Klaus Badelt | Pirates of the Caribbean                        |
| 9    | Hans Zimmer                | Gladiator                                       |
| 10   | John Williams              | Indiana Jones                                   |
| 11   | Ennio Morricone            | The Good, the Bad and the Ugly                  |
| 12   | Nino Rota                  | The Godfather                                   |
| 13   | Ludovico Einaudi           | Intouchables                                    |
| 14   | John Williams              | Jurassic Park                                   |
| 15   | Wolfgang Amadeus Mozart    | Amadeus (Requiem)                               |
| 16   | Leonard Bernstein          | West Side Story                                 |
| 17   | Hans Zimmer                | Interstellar                                    |
| 18   | Hans Zimmer                | Inception                                       |
| 19   | Vangelis                   | 1492: Conquest of Paradise                      |
| 20   | Hans Zimmer                | The Lion King                                   |
| 21   | Philip Glass               | The Hours                                       |
| 22   | Ennio Morricone            | The Mission                                     |
| 23   | Ramin Djawadi              | Game of Thrones (serie)                         |
| 24   | Hans Zimmer                | The Da Vinci Code                               |
| 25   | John Williams              | E.T. the Extra-Terrestrial                      |
| 26   | John Barry                 | Dances with Wolves                              |
| 27   | Angelo Badalamenti         | Twin Peaks (serie)                              |
| 28   | Richard Rodgers            | The Sound of Music                              |
| 29   | Rogier van Otterloo        | Turks fruit                                     |
| 30   | Richard Wagner             | Apocalypse Now (The Ride of the Valkyries)      |
| 31   | Mike Oldfield              | The Exorcist (Tubular Bells)                    |
| 32   | Henry Mancini              | Pink Panther                                    |
| 33   | John Barry                 | Out of Africa                                   |
| 34   | James Horner               | Titanic                                         |
| 35   | Ludwig van Beethoven       | The King's Speech (Symphony No. 7)              |
| 36   | James Horner               | Braveheart                                      |
| 37   | Alan Silvestri             | Back to the Future                              |
| 38   | Michael Kamen              | Band of Brothers (serie)                        |
| 39   | Richard Strauss            | 2001: A Space Odyssey (Also sprach Zarathustra) |
| 40   | John Williams              | Jaws                                            |

## Top 3 componisten
De componisten met de meeste noteringen:
| Componist       | Aantal |
| --------------- | ------ |
| John Williams   | 7      |
| Hans Zimmer     | 6      |
| Ennio Morricone | 3      |

2016 ·
2017 ·
2018 ·
2019 ·
2020 ·
2021 ·
2022 ·
2023 ·
2024 ·
2025